# 兼六園スプリント
兼六園スプリント（けんろくえんスプリント）は、2024年より金沢競馬場ダート1500mで行われる地方競馬の重賞競走である。
正式名称は「中日スポーツ杯 兼六園スプリント」、中日スポーツを発行する中日新聞社が優勝杯を提供している。

## 概要
2024年に金沢競馬における3歳短距離路線の整備の一環で新設される重賞競走で、2023年まで3歳短距離の重賞はMRO金賞のみと充実していなかったが、本競走の新設により、ネクストスター競走から4月末に園田競馬場で行われるダートグレード競走・兵庫チャンピオンシップを経て、本競走へ向かうローテーションが確立されることになった。
本競走の出走資格はサラブレッド系3歳馬限定で、金沢及び名古屋・笠松所属馬による交流競走として施行される。

### 条件・賞金（2025年）
出走条件
サラブレッド系3歳、金沢・東海所属。
- 東海所属馬の出走枠は6頭以下。

負担重量
定量。57kg、牝馬2kg減。
賞金額
1着350万円、2着112万円、3着56万円、4着42万円、5着35万円、着外7万円。

## 歴史
- 2024年
  - サラブレッド系3歳の北陸・東海地区交流の重賞競走として創設。
  - 「創刊70周年記念」の記念副称がつく。

## 歴代優勝馬
| 回数  | 施行日        | 優勝馬       | 性齢 | 所属 | タイム | 優勝騎手 | 管理調教師 | 馬主   |
| ----- | ------------- | ------------ | ---- | ---- | ------ | -------- | ---------- | ------ |
| 第1回 | 2024年7月7日  | ネッサローズ | 牝3  | 愛知 | 1:35.0 | 丸野勝虎 | 安部幸夫   | 琴浦諒 |
| 第2回 | 2025年7月13日 | ケイズレーヴ | 牡3  | 愛知 | 1:33.4 | 吉原寛人 | 榎屋充     | 伊藤健 |

各回競走結果の出典
- 兼六園スプリント 歴代優勝馬 - 地方競馬全国協会
- JBISサーチ
  - 2024年、2025年